# Дубровичи
Дубровичи — село в Рязанском районе Рязанской области России. Является административным центром Дубровического сельского поселения.

## География
Село Дубровичи расположено примерно в 13 км к северо-востоку от центра Рязани на берегу озера Гречишное (старица по левому берегу Оки).

## История
Дубровичи впервые упоминаются в начале в XVI века. В 1521 году бояре Кобяковы помогли последнему рязанскому князю Ивану Ивановичу бежать из Москвы и укрыли его в своих вотчинах Шумашь и Дубровичи.
В 1676 году в селе упоминается Никольская церковь.
В 1905 году село относилось к Шумошской волости Рязанского уезда и имело 561 двор при численности населения 3940 человек.

## Население
| 1859 | 1897  | 1906  | 2010  |
| ---- | ----- | ----- | ----- |
| 2447 | ↗3318 | ↗3940 | ↘1485 |

## Транспорт и связь
Село расположено на автомобильной дороге Рязань — Спасск-Рязанский и имеет регулярное автобусное сообщение с областным центром.
В селе Дубровичи имеется одноименное сельское отделение почтовой связи (индекс 390527).

## Известные уроженцы
- Герасимов, Сергей Иванович (1912—1984) — полный кавалер ордена Славы.
- Городцов, Василий Алексеевич (1860—1945) — выдающийся русский археолог.
- Измайлов, Михаил Иванович  (1926—?) —  один из руководителей Норильского восстания заключенных в Горлаге.

## Достопримечательности
- Церковь Николая Чудотворца. Построена между 2013 и 2019 годами.
- Памятник Петру Великому. Подарен селу скульптором Олегом Седовым, установлен в 2018 году.[8]

## Военные объекты
Северо-восточнее села расположены 714-й учебный центр ВДВ и авиаполигон «Дубровичи», на котором проходят этапы соревнований Авиадартс.